# Jakob Kägi
Jakob Kägi (* 25. Juli 1886 in Egg; † 7. April 1950 in Zürich; heimatberechtigt in Egg) war ein Schweizer Politiker (SP).

## Leben
Kägi besuchte von 1902 bis 1904 das Lehrerseminar in Küsnacht und von 1904 bis 1906 die Eisenbahnschule in Biel. Danach arbeitete er als SBB-Stationsbeamter. Er präsidierte zudem von 1912 bis 1918 den Stationsgehilfenverband und von 1919 bis 1939 den Stationspersonalverband. Im Jahr 1919 gründete er den Schweizer Eisenbahnerverband mit.
Für die Sozialdemokratische Partei (SP) sass er von 1919 bis 1934 sowie von 1936 bis 1939 im Gemeinderat in Erlenbach. Zudem war er von 1919 bis 1950 Nationalrat. Während dieser Zeit sass er auch für die SP im Zürcher Kantonsrat (1917–1939; Präsident im Jahr 1934/1935) und im Regierungsrat (1939–1950; Präsident in den Jahren 1943/1944 und 1949/1950). Im Regierungsrat leitete er die Gesundheits- und Armendirektion, von 1942 bis 1947 die Direktion Inneres und Justiz und ab 1947 die Baudirektion.
Als Regierungsrat galt Kägi als Förderer des Flughafens Kloten. Er ist im Amt als Regierungs- und Nationalrat verstorben.

## Rolle im Landesstreik 1918
Jakob Kägi hat während des Landesstreiks 1918 bei seinem damaligen Arbeitgeber SBB zusammen mit anderen Personen den Eisenbahntelegraphen der Institution zur Kommunikation für den Streik verwendet. Aus diesem Grund wurde er verhaftet und sass gemäss eigenen Angaben 33 Tage im Gefängnis. Im Rahmen einer anschliessenden Diskussion über die Weiterführung des Arbeitsverhältnisses schrieb der damalige Betriebschef am 3. Januar 1919 «Wir bemerken dazu, dass Kägi laut der Aussage des Untersuchungsrichters der am meisten belastete Beamte ist. […] Kägi ist ein guter Beamter, sein Personalbogen ist gut […] er hat gegenüber jedermann den Dienst klaglos besorgt. […] zu beachten ist auf der anderen Seite der Umstand, dass Kägi der Anstifter der ganzen Aktion gewesen ist, immerhin ist er in die Streikbewegung erst getreten, als sie schon von anderer Seite in Gang gesetzt worden ist.»  Per Beschluss vom 28. Februar 1919 wurde das Arbeitsverhältnis fortgeführt und Kägi wieder in seiner früheren Stellung beschäftigt.